# Schtscherbinino (Kaliningrad)
Schtscherbinino (russisch Щербинино, deutsch Schönrade, Kreis Wehlau) ist ein Ort in der russischen Oblast Kaliningrad (Gebiet Königsberg (Preußen)) und gehört zur Mosyrskoje selskoje posselenije (Landgemeinde Mosyr (Klein Gnie)) im Rajon Prawdinsk (Kreis Friedland (Ostpr.)).

## Geographische Lage
Schtscherbinino am Nordufer der Aschwöne (Swine, russisch: Putilowka) liegt nur einen Kilometer nordwestlich von Nowo-Bobruisk (Ilmsdorf) entfernt – unweit der russischen Fernstraße R 508. Eine Bahnanbindung besteht nicht.

## Geschichte
Zwischen 1874 und 1945 war das damals so genannte Schönrade in den Amtsbezirk Eiserwagen (russisch: Bely Jar) eingegliedert und gehörte so zum Landkreis Wehlau im Regierungsbezirk Königsberg der preußischen Provinz Ostpreußen. Im Jahre 1910 lebten hier 125 Menschen.
Am 30. September 1928 vergrößerte sich die Landgemeinde Schönrade dadurch, dass der Gutsbezirk Reichau (russisch: Tscherepanowo) aus dem Amtsbezirk Koppershagen (der Ort ist nicht mehr existent) nach Schönrade eingemeindet wurde. Die Einwohnerzahl stieg bis 1933 auf 191 und betrug 1939 bereits 199.
Im Jahre 1945 kam Schönrade mit dem nördlichen Ostpreußen zur Sowjetunion und wurde 1947 in „Schtscherbinino“ umbenannt. Seit 2009 ist der Ort – aufgrund einer Struktur- und Verwaltungsreform – innerhalb der dann russischen Oblast Kaliningrad eine als „Siedlung“ (russisch: possjolok) eingestufte Ortschaft innerhalb der Mosyrskoje selskoje posselenije (Landgemeinde (Klein Gnie)) im Rajon Prawdinsk.

## Kirche
Die vor 1945 überwiegend evangelische Einwohnerschaft Schönrades war in das Kirchspiel Allenburg (russisch: Druschba) eingepfarrt und gehörte somit zum Kirchenkreis Wehlau (Snamensk) innerhalb der Kirchenprovinz Ostpreußen der Kirche der Altpreußischen Union.
Heute liegt Schtscherbinino im Einzugsbereich der in den 1990er Jahren neugebildeten Stadtgemeinde Tschernjachowsk (Insterburg), die zur Propstei Kaliningrad innerhalb der Evangelisch-Lutherischen Kirche Europäisches Russland gehört.